# ベスト! モーニング娘。20th Anniversary
『ベスト! モーニング娘。20th Anniversary』（ベスト! モーニングむすめ。 トゥエンティース・アニバーサリー）は、2019年3月20日にアップフロントワークス（zetimaレーベル）から発売、および配信されたモーニング娘。の5thベスト・アルバム。「モーニング娘。'19」名義でリリースされた。

## 内容
- 2007年リリースのベストアルバム『モーニング娘。 ALL SINGLES COMPLETE 〜10th ANNIVERSARY〜』以降にリリースされた35thシングル『みかん』から66thシングル『フラリ銀座/自由な国だから』までの全32作タイトル曲をリリース順に収録、そして新曲等を収録した同グループの20周年記念盤。初回生産限定盤Bを除き、複数曲A面シングルはそれぞれ1曲のみの収録[注釈 2]。
- アートワークは2001年リリースのベストアルバム『ベスト! モーニング娘。1』のオマージュ。
- 初回生産限定盤A/B・通常盤の3形態でのリリース。
- 初回生産限定盤Aには、2枚組CDに加え、2018年8月12日国営ひたち海浜公園にて開催された「rockin'on presents ROCK IN JAPAN FESTIVAL 2018」[6]のライブ映像、新曲『I surrender 愛されど愛』ミュージック・ビデオ、およびジャケット撮影メイキング映像を収録したBlu-rayを付属。
- 初回生産限定盤Bは、初回生産限定盤A・通常盤で収録されなかった、両A面・トリプルA面シングルの全ての楽曲を収録し、既発曲『私のなんにもわかっちゃない』・『冷たい風と片思い』・『自由な国だから』の別バージョン（後述）、および2018年9月26日リリースのハロプロ・オールスターズのシングルより『憧れのStress-free』のモーニング娘。'18 Ver.を含む4枚組のアルバムとなっている。
- 当初は3月13日に発売予定だったが、制作進行上の都合により発売を1週間延期することが2月1日に発表された[7]。

## チャート成績
- 初週3.4万枚を売り上げ、4/1付オリコン週間アルバムランキングで初登場1位を獲得[1]。
- 同グループのオリコン週間アルバムランキング初登場1位は2003年リリースの5thアルバム『No.5』以来16年ぶり、通算4作目である[1][注釈 3]。
- 女性グループ歴代1位記録の「アルバム通算TOP10入り作品数」の記録を、通算18作に自己更新した[1]。

## 収録曲

### 初回生産限定盤A・通常盤共通内容(CD)

#### Disc 1
1. I surrender 愛されど愛
  - 作詞・作曲：つんく、編曲：大久保薫
  - 新曲。モーニング娘。'19での歌唱。
2. 恋してみたくて
  - 作詞・作曲：つんく、編曲：平田祥一郎
  - 新曲。モーニング娘。'18での歌唱。
3. みかん
  - 作詞・作曲：つんく、編曲：鈴木Daichi秀行
  - 35thシングル。
4. リゾナント ブルー
  - 作詞・作曲：つんく、編曲：鈴木Daichi秀行
  - 36thシングル。
5. ペッパー警部
  - 作詞：阿久悠、作曲：都倉俊一、編曲：笹本安詞
  - 37thシングル。
6. 泣いちゃうかも
  - 作詞・作曲：つんく、編曲：大久保薫
  - 38thシングル。
7. しょうがない 夢追い人
  - 作詞・作曲：つんく、編曲：平田祥一郎
  - 39thシングル。
8. なんちゃって恋愛
  - 作詞・作曲：つんく、編曲：大久保薫
  - 40thシングル。
9. 気まぐれプリンセス
  - 作詞・作曲：つんく、編曲：大久保薫
  - 41stシングル。
10. 女が目立って なぜイケナイ
  - 作詞・作曲：つんく、編曲：鈴木Daichi秀行
  - 42ndシングル。
11. 青春コレクション
  - 作詞・作曲：つんく、編曲：大久保薫
  - 43rdシングル。
12. 女と男のララバイゲーム
  - 作詞・作曲：つんく、編曲：平田祥一郎
  - 44thシングル。
13. まじですかスカ!
  - 作詞・作曲：つんく、編曲：宅見将典
  - 45thシングル。
14. Only you
  - 作詞・作曲：つんく、編曲：大久保薫
  - 46thシングル。
15. この地球の平和を本気で願ってるんだよ!
  - 作詞・作曲：つんく、編曲：平田祥一郎
  - 47thシングル。シングルの高橋愛卒業記念盤に収録された、アウトロが全て収録されているバージョン。
16. ピョコピョコ ウルトラ
  - 作詞・作曲：つんく、編曲：平田祥一郎
  - 48thシングル。
17. 恋愛ハンター
  - 作詞・作曲：つんく、編曲：平田祥一郎
  - 49thシングル。

#### Disc 2
1. One･Two･Three
  - 作詞・作曲：つんく、編曲：大久保薫
  - 50thシングル。
2. ワクテカ Take a chance
  - 作詞・作曲：つんく、編曲：大久保薫
  - 51stシングル。
3. Help me!!
  - 作詞・作曲：つんく、編曲：大久保薫
  - 52ndシングル。
4. ブレインストーミング
  - 作詞・作曲：つんく、編曲：大久保薫
  - 53rdシングル。
5. わがまま 気のまま 愛のジョーク
  - 作詞・作曲：つんく、編曲：大久保薫
  - 54thシングル。
6. What is LOVE?
  - 作詞・作曲：つんく、編曲：大久保薫
  - 55thシングル。
7. 時空を超え 宇宙を超え
  - 作詞・作曲：つんく、編曲：大久保薫
  - 56thシングル。
8. TIKI BUN
  - 作詞・作曲：つんく、編曲：大久保薫
  - 57thシングル。
9. 青春小僧が泣いている
  - 作詞・作曲：つんく、編曲：江上浩太郎
  - 58thシングル。
10. Oh my wish!
  - 作詞・作曲：つんく、編曲：大久保薫
  - 59thシングル。
11. 冷たい風と片思い
  - 作詞・作曲：つんく、編曲：大久保薫
  - 60thシングル。
12. 泡沫サタデーナイト!
  - 作詞・作曲：津野米咲、編曲：鈴木俊介/ストリングスアレンジ：クラッシャー木村
  - 61stシングル。
13. セクシーキャットの演説
  - 作詞・作曲：つんく、編曲：大久保薫
  - 62ndシングル。
14. ジェラシー ジェラシー
  - 作詞：つんく/Rapアレンジ：U.M.E.D.Y.、作曲：つんく、編曲：大久保薫
  - 63rdシングル。
15. 邪魔しないで Here We Go!
  - 作詞・作曲：つんく、編曲：大久保薫
  - 64thシングル。
16. Are you Happy?
  - 作詞・作曲：つんく、編曲：平田祥一郎
  - 65thシングル。
17. フラリ銀座
  - 作詞・作曲：つんく、編曲：平田祥一郎
  - 66thシングル。

### 初回生産限定盤A付属Blu-ray

#### 「rockin'on presents ROCK IN JAPAN FESTIVAL 2018」(8月12日 国営ひたち海浜公園)ライブ映像
1. OPENING
2. HOW DO YOU LIKE JAPAN？～日本はどんな感じでっか？～
3. 恋愛レボリューション21(updated)
4. 泡沫サタデーナイト!
5. MC
6. ジェラシー ジェラシー
7. One・Two・Three(updated)
8. Help me!!(updated)
9. Are you Happy?
10. 愛の軍団
11. わがまま 気のまま 愛のジョーク
12. What is LOVE?
13. MC
14. LOVEマシーン(updated)

#### 特典映像
1. Morning Musume。20th Anniversary VJ Remix.
2. I surrender 愛されど愛(Music Video)
3. ジャケット撮影メイキング映像

### 初回生産限定盤B

#### Disc 1
1. みかん
  - 作詞・作曲：つんく、編曲：鈴木Daichi秀行
  - 35thシングル。
2. リゾナント ブルー
  - 作詞・作曲：つんく、編曲：鈴木Daichi秀行
  - 36thシングル。
3. ペッパー警部
  - 作詞：阿久悠、作曲：都倉俊一、編曲：笹本安詞
  - 37thシングル。
4. 泣いちゃうかも
  - 作詞・作曲：つんく、編曲：大久保薫
  - 38thシングル。
5. しょうがない 夢追い人
  - 作詞・作曲：つんく、編曲：平田祥一郎
  - 39thシングル。
6. なんちゃって恋愛
  - 作詞・作曲：つんく、編曲：大久保薫
  - 40thシングル。
7. 気まぐれプリンセス
  - 作詞・作曲：つんく、編曲：大久保薫
  - 41stシングル。
8. 女が目立って なぜイケナイ
  - 作詞・作曲：つんく、編曲：鈴木Daichi秀行
  - 42ndシングル。
9. 青春コレクション
  - 作詞・作曲：つんく、編曲：大久保薫
  - 43rdシングル。
10. 女と男のララバイゲーム
  - 作詞・作曲：つんく、編曲：平田祥一郎
  - 44thシングル。
11. まじですかスカ!
  - 作詞・作曲：つんく、編曲：宅見将典
  - 45thシングル。
12. Only you
  - 作詞・作曲：つんく、編曲：大久保薫
  - 46thシングル。
13. この地球の平和を本気で願ってるんだよ!
  - 作詞・作曲：つんく、編曲：平田祥一郎
  - 47thシングル。アウトロが次曲「彼と一緒にお店がしたい!」に被ったオリジナルバージョンでの収録。
14. 彼と一緒にお店がしたい!
  - 作詞・作曲：つんく、編曲：大久保薫
  - 47thシングル収録曲。
15. ピョコピョコ ウルトラ
  - 作詞・作曲：つんく、編曲：平田祥一郎
  - 48thシングル。
16. 恋愛ハンター
  - 作詞・作曲：つんく、編曲：平田祥一郎
  - 49thシングル。

#### Disc 2
1. One･Two･Three
  - 作詞・作曲：つんく、編曲：大久保薫
  - 50thシングル。
2. The 摩天楼ショー
  - 作詞・作曲：つんく、編曲：鈴木俊介
  - 50thシングル。
3. ワクテカ Take a chance
  - 作詞・作曲：つんく、編曲：大久保薫
  - 51stシングル。
4. Help me!!
  - 作詞・作曲：つんく、編曲：大久保薫
  - 52ndシングル。
5. ブレインストーミング
  - 作詞・作曲：つんく、編曲：大久保薫
  - 53rdシングル。
6. 君さえ居れば何も要らない
  - 作詞・作曲：つんく、編曲：平田祥一郎
  - 53rdシングル。
7. わがまま 気のまま 愛のジョーク
  - 作詞・作曲：つんく、編曲：大久保薫
  - 54thシングル。
8. 愛の軍団
  - 作詞・作曲：つんく、編曲：大久保薫
  - 54thシングル。
9. 笑顔の君は太陽さ
  - 作詞・作曲：つんく、編曲：大久保薫
  - 55thシングル。
10. 君の代わりは居やしない
  - 作詞・作曲：つんく、編曲：大久保薫
  - 55thシングル。
11. What is LOVE?
  - 作詞・作曲：つんく、編曲：大久保薫
  - 55thシングル。
12. 時空を超え 宇宙を超え
  - 作詞・作曲：つんく、編曲：大久保薫
  - 56thシングル。
13. Password is {\displaystyle \scriptstyle \emptyset }
  - 作詞・作曲：つんく、編曲：大久保薫
  - 56thシングル。
14. TIKI BUN
  - 作詞・作曲：つんく、編曲：大久保薫
  - 57thシングル。
15. シャバダバ ドゥ〜
  - 作詞・作曲：つんく、編曲：大久保薫
  - 57thシングル。
16. 見返り美人
  - 作詞：石原信一、作曲：弦哲也、編曲：鈴木俊介
  - 57thシングル。

#### Disc 3
1. 青春小僧が泣いている
  - 作詞・作曲：つんく、編曲：江上浩太郎
  - 58thシングル。
2. 夕暮れは雨上がり
  - 作詞・作曲：つんく、編曲：鈴木俊介
  - 58thシングル。
3. イマココカラ
  - 作詞：青木久美子、作曲：高取ヒデアキ、編曲：大久保薫
  - 58thシングル。
4. Oh my wish!
  - 作詞・作曲：つんく、編曲：大久保薫
  - 59thシングル。
5. スカッとMy Heart
  - 作詞・作曲：つんく、編曲：鈴木俊介
  - 59thシングル。
6. 今すぐ飛び込む勇気
  - 作詞：児玉雨子/三浦徳子、作曲：泰成、編曲：浜田ピエール裕介
  - 59thシングル。
7. 冷たい風と片思い
  - 作詞・作曲：つんく、編曲：大久保薫
  - 60thシングル。
8. ENDLESS SKY
  - 作詞・作曲：つんく、編曲：平田祥一郎
  - 60thシングル。
9. One and Only
  - 作詞：つんく/英訳詞：ALISA、作曲：つんく、編曲：平田祥一郎
  - 60thシングル。
10. 泡沫サタデーナイト!
  - 作詞・作曲：津野米咲、編曲：鈴木俊介/ストリングスアレンジ：クラッシャー木村
  - 61stシングル。
11. The Vision
  - 作詞・作曲：つんく、編曲：大久保薫
  - 61stシングル。
12. Tokyoという片隅
  - 作詞・作曲：つんく、編曲：大久保薫
  - 61stシングル。
13. セクシーキャットの演説
  - 作詞・作曲：つんく、編曲：大久保薫
  - 62ndシングル。
14. ムキダシで向き合って
  - 作詞：星部ショウ、作曲：Jean Luc Ponpon & 星部ショウ、編曲：Jean Luc Ponpon
  - 62ndシングル。
15. そうじゃない
  - 作詞・作曲：つんく、編曲：平田祥一郎
  - 62ndシングル。

#### Disc 4
1. BRAND NEW MORNING
  - 作詞：星部ショウ、作曲：Jean Luc Ponpon & 星部ショウ、編曲：Jean Luc Ponpon
  - 63rdシングル。
2. ジェラシー ジェラシー
  - 作詞：つんく/Rapアレンジ：U.M.E.D.Y.、作曲：つんく、編曲：大久保薫
  - 63rdシングル。
3. モーニングみそ汁
  - 作詞・作曲：つんく、編曲：平田祥一郎
  - 63rdシングル収録曲。
4. 邪魔しないで Here We Go!
  - 作詞・作曲：つんく、編曲：大久保薫
  - 64thシングル。
5. 弩級のゴーサイン
  - 作詞：児玉雨子、作曲：星部ショウ、編曲：Yocke
  - 64thシングル。
6. 若いんだし!
  - 作詞・作曲：つんく、編曲：平田祥一郎
  - 64thシングル。
7. Are you Happy?
  - 作詞・作曲：つんく、編曲：平田祥一郎
  - 65thシングル。
8. A gonna
  - 作詞・作曲：つんく、編曲：大久保薫
  - 65thシングル。
9. フラリ銀座
  - 作詞・作曲：つんく、編曲：平田祥一郎
  - 66thシングル。
10. 自由な国だから
  - 作詞・作曲：つんく、編曲：大久保薫
  - 66thシングル。
11. Y字路の途中
  - 作詞・作曲：大橋莉子、編曲：高橋修平
  - 66thシングル収録曲。
12. 私のなんにもわかっちゃない (モーニング娘。'15 Ver.)
  - 作詞・作曲：つんく、編曲：大久保薫
  - 15thアルバム『⑮ Thank you, too』収録曲。
  - 鞘師里保・鈴木香音を含む当時のモーニング娘。'15メンバー13名での歌唱であり[8]、今回が初音源化。
13. 冷たい風と片思い (TYPE B)
  - 作詞・作曲：つんく、編曲：前嶋康明
  - 2016年5月11日にリリースしたアナログシングル『冷たい風と片思い/ENDLESS SKY/One and Only』収録曲。今回がCD初収録。
14. 憧れのStress-free (モーニング娘。'18 Ver.)
  - 作詞・作曲：つんく、編曲：平田祥一郎
  - 2018年9月26日リリースのハロプロ・オールスターズのシングル収録曲をモーニング娘。'18のみで歌唱したバージョン。今回が初音源化。
15. 自由な国だから (TV EDIT)
  - 作詞・作曲：つんく、編曲：大久保薫
  - 66thシングル収録曲のニュー・バージョン。
16. 恋してみたくて
  - 作詞・作曲：つんく、編曲：平田祥一郎
  - 新曲。モーニング娘。'18での歌唱。
17. I surrender 愛されど愛
  - 作詞・作曲：つんく、編曲：大久保薫
  - 新曲。モーニング娘。'19での歌唱。

## リリース日一覧
| 地域 | リリース日    | レーベル              | 規格                            | カタログ番号                       |
| ---- | ------------- | --------------------- | ------------------------------- | ---------------------------------- |
| 日本 | 2019年3月20日 | zetima/UP-FRONT WORKS | 2CD（アルバム）+Blu-ray         | EPCE-7462/3/4（初回生産限定盤A）   |
| 日本 | 2019年3月20日 | zetima/UP-FRONT WORKS | 4CD（アルバム）                 | EPCE-7465/6/7/8（初回生産限定盤B） |
| 日本 | 2019年3月20日 | zetima/UP-FRONT WORKS | 2CD（アルバム）                 | EPCE-7469/70（通常盤）             |
| 日本 | 2019年3月20日 | zetima/UP-FRONT WORKS | ダウンロードアルバム （LC-AAC） | EPCE-7465（初回生産限定盤B）       |
| 日本 | 2019年3月20日 | zetima/UP-FRONT WORKS | ダウンロードアルバム （LC-AAC） | EPCE-7469（通常盤）                |

## 参加メンバー
- 5期：高橋愛、新垣里沙
- 6期：亀井絵里、道重さゆみ、田中れいな
- 7期：久住小春
- 8期：光井愛佳、ジュンジュン、リンリン
- 9期：譜久村聖、生田衣梨奈、鞘師里保、鈴木香音
- 10期：飯窪春菜、石田亜佑美、佐藤優樹、工藤遥
- 11期：小田さくら
- 12期：尾形春水、野中美希、牧野真莉愛、羽賀朱音
- 13期：加賀楓、横山玲奈
- 14期：森戸知沙希

## 参加ミュージシャン
I surrender 愛されど愛
- Sound Produce：つんく♂
- Keyboard & Programming：大久保薫
- Guitar：鎌田こーじ
- Chorus：佐藤優樹、小田さくら、野中美希

恋してみたくて
- Sound Produce：つんく♂
- Programming：平田祥一郎
- Chorus：小田さくら

私のなんにもわかっちゃない (モーニング娘。'15 Ver.)
- Sound Produce：つんく♂
- Keyboard & Programming：大久保薫
- Chorus：鞘師里保

冷たい風と片思い (TYPE B)
- Sound Produce：つんく♂
- Programming：前嶋康明
- Chorus：鞘師里保

憧れのStress-free (モーニング娘。'18 Ver.)
- Sound Produce：つんく♂
- Programming：平田祥一郎
- Chorus：小田さくら、久保田薫